# اچ‌ام‌سی‌اس اوکویل (کی۱۷۸)
اچ‌ام‌سی‌اس اوکویل (کی۱۷۸) (به انگلیسی: HMCS Oakville (K178)) یک کشتی است که طول آن ۲۰۵ فوت (۶۲٫۴۸ متر) می‌باشد. این کشتی در سال ۱۹۴۱ ساخته شد.